# Psałterz Ingeborgi
Psałterz Ingeborgi – iluminowany łaciński psałterz z końca XII wieku. Sporządzony został dla księżniczki duńskiej Ingeborgi z okazji zawartego przez nią w 1193 roku ślubu z królem francuskim Filipem II. Jako miejsce powstania wskazuje się najczęściej Noyon.
Licząca 400 stron (200 kart in folio) o wymiarach 30,4×20,4 cm księga została spisana na welinie. Zawiera wszystkie 150 psalmów, poprzedzonych kalendarzem z przedstawieniami miesięcy, Modlitwą Pańską, Składem Apostolskim, Credo atanazjańskim oraz różnymi modlitwami i litaniami do świętych. Na pierwszych 27 kartach księgi umieszczono 51 barwnych miniatur, charakteryzujących się złotym tłem. Miniatury utrzymane są jeszcze w kanonach malarstwa bizantyjskiego, ale sposób oddania postaci i okrywających je szat zwiastuje już nadejście dojrzałego francuskiego malarstwa gotyckiego.
Psałterz stanowił własność królów francuskich do początku XV wieku. Później w nieznanych okolicznościach trafił do Anglii, gdzie w 1649 roku został odnaleziony i odkupiony przez francuskiego ambasadora Pierre'a de Bellievre. Następnie do początku XIX wieku księga była własnością rodziny de Mesmes, a potem kolejno hrabiów de Puységur i de Lignac. Od 1892 roku manuskrypt znajduje się w zbiorach Musée Condé w Chantilly (sygnatura Ms.9).